# Zmarli w roku 1905
Lista osób zmarłych w 1905:

## styczeń 1905
- 1 stycznia – Walentyn Paquay, belgijski franciszkanin, błogosławiony katolicki[1]
- 4 stycznia – Theodore Thomas, amerykański dyrygent i skrzypek[2]
- 9 stycznia – Louise Michel, francuska anarchistka, rewolucjonistka, bojowniczka Komuny Paryskiej, pionierka feminizmu[3]
- 14 stycznia – Maksymilian Jackowski, polski działacz społeczny i gospodarczy w Wielkopolsce[4]
- 19 stycznia – Wacław Pawliszak, polski malarz, rysownik i ilustrator[5]

## luty 1905
- 6 lutego – Maria Teresa Bonzel, niemiecka zakonnica, założycielka Ubogich Sióstr Franciszkanek od Wieczystej Adoracji, błogosławiona katolicka[6]
- 9 lutego – Adolph Menzel, niemiecki malarz i grafik[7]
- 15 lutego – Lewis Wallace, pisarz amerykański[8]

## marzec 1905
- 17 marca – Jan Nepomucen Zegrí Moreno, hiszpański ksiądz, błogosławiony katolicki[9]
- 23 marca – Walery Eljasz-Radzikowski, polski malarz, popularyzator Tatr i Zakopanego, współzałożyciel Towarzystwa Tatrzańskiego, autor przewodników tatrzańskich[10]
- 24 marca – Juliusz Verne, pisarz francuski[11]

## kwiecień 1905
- 7 kwietnia – Maria Assunta Pallota, włoska misjonarka, błogosławiona katolicka[12]

## maj 1905
- 11 maja – Zefiryn Namuncurá, Indianin Mapuche, salezjanin, błogosławiony katolicki[13]
- 15 maja – Adrian Mikołaj Głębocki, artysta malarz, rysownik, litograf, pedagog[14]

## czerwiec 1905
- 1 czerwca – Jan Chrzciciel Scalabrini, włoski biskup, święty katolicki[15]
- 5 czerwca – Małgorzata Szewczyk, polska serafitka, błogosławiona katolicka[16]
- 14 czerwca – Jan Mikulicz-Radecki, polsko-niemieckich chirurg, twórca dwóch szkół chirurgicznych: w Krakowie i we Wrocławiu[17]
- 15 czerwca – Carl Wernicke, niemiecki lekarz psychiatra i neurolog[18]

## lipiec 1905
- 21 lipca – Stefan Aleksander Okrzeja, robotnik, członek PPS i Organizacji Bojowej PPS[19]

## sierpień 1905
- 8 sierpnia – Bonifacja Rodríguez Castro, hiszpańska zakonnica, święta katolicka[20]
- 19 sierpnia – William-Adolphe Bouguereau, francuski malarz, przedstawiciel akademizmu[21]

## wrzesień 1905
- 8 września – Marcin Kasprzak, działacz ruchu robotniczego[22]
- 23 września – Giuseppe Sacconi, włoski architekt[23]

## październik 1905
- 6 października – Ferdinand von Richthofen, niemiecki geolog i geograf[24]

## listopad 1905
- 8 listopada – Wiktor Borisow-Musatow (ros. Виктор Эльпидифорович Борисов-Мусатов), rosyjski malarz[25]

## grudzień 1905
- 6 grudnia – Otto Goldfuss, niemiecki malakolog i konchiolog[26]
- 29 grudnia – Charles Yerkes, amerykański finansista[27]
- data dzienna nieznana: 
  - Jakub Jodko Narkiewicz, lekarz, artysta i badacz elektromagnetyzmu, jako pierwszy dokonał fotografii aureoli, fotografia kirlianowska[28]